# Eduardo Sócrates
Eduardo Artur Sócrates (Goiás, 23 de agosto de 1860 - Río de Janeiro, 1 de julio de 1944) fue un militar y político brasileño. Fue el comandante general de las fuerzas legalistas que enfrentaron la Revuelta Paulista de 1924 en la ciudad de São Paulo. Como político, fue diputado federal por el estado de Goiás en las legislaturas 1906-1909 y 1909-1912 siendo considerado el más destacado de la bancada goiana para ese periodo.
Su carrera militar comenzó en 1880 en la Escuela Militar de Praia Vermelha y duró hasta 1925 cuando fue pasado al retiro con el grado de mariscal. Sócrates era ingeniero militar y bachiller en ciencias físicas y matemática. Físicamente fue descrito como "un hombre bajo y gordo, totalmente calvo y con grandes bigotes blancos".
En 1924, cuando recibió el encargo de operación en São Paulo, tenía el grado de general de división, comandando la 4ª Región Militar, en Minas Gerais. El fue escogido por el presidente Artur Bernardes y el ministro de guerra Setembrino de Carvalho por su experiencia en la Guerra del Contestado, cuando, con el grado de coronel, sirvió directamente bajo el mando de Setembrino. Además de eso, él conocía a los rebeldes tenentistas ya que comandó la Escuela Militar de Realengo entre 1917 y 1918.
El 7 de julio de 1924, dos días después del inicio de la revuelta tenentista en São Paulo, el general ya tenía su Estado Mayor en Barra do Piraí, en el valle del Paraíba, cerrando a los rebeldes el acceso a Minas Gerais y a Río de Janeiro. Su cuartel general estuvo en Caçapava, pero luego se trasladó a Mogi das Cruzes, con un puesto de comando en  Guaiaúna, en Penha, São Paulo. A través de las conexiones ferroviarias a Río de Janeiro y a Santos, el gobierno federal concentró 15 mil hombres del Ejército, la Marina y las fuerzas estaduales, en una superioridad numérica de 5 a 1 sobre los rebeldes del general Isidoro Dias Lopes. Sócrates tenía también a la aviación, carros de combate y numerosa artillería como ventaja. Esas fuerzas formaban cinco brigadas reunidas en una división comandada por el general Sócrates. Además de esa división, los legalistas ordenaron varios millares más de combatientes para el interior del estado de São Paulo, en la retaguarda de la revuelta.
La conducción de esas operaciones sería luego criticada, desde el punto de vista táctico, por el general Abílio de Noronha. La ventaja numérica y material fue mal utilizada, y las brigadas hicieron ofensivas descoordinadas. La represión a la revuelta estuvo también marcada por el bombardeo indiscriminado de artillería contra la ciudad, causando gran destrucción y daños para la población civil y las fábricas. En su informe de operaciones, el general se justificó presentando el bombardeo como la única forma de conquistar las buenas posiciones defensivas de los rebeldes. El 28 de julio, el enemigo se retiró de la ciudad rumbo al interior paulista en convoyes ferroviarios, llevándose consigo casi todos sus combatientes y suministros. La retirada, realizada de noche, sólo fue descubierta cuando ya era un hecho consumado. Así, la División Sócrates falló en su objetivo que terminar con la rebelión en la capital. El 2 de agosto el Correio Paulistano, publicación del Partido Republicano Paulista, y de esa manera, del poder constituido que enfrentó a los rebeldes, elogió al general Sócrates como "un gran jefe militar".